# Monte Pivot
Il Monte Pivot è un'imponente montagna alta 1.095 m e caratterizzata da ripidi pendii rocciosi sul suo fianco occidentale, situata tra il Monte Haslop e il Turnpike Bluff, nella parte occidentale della Catena di Shackleton, nella Terra di Coats in Antartide. 
Fu mappato dalla Commonwealth Trans-Antarctic Expedition (CTAE) nel 1957.
L'attuale denominazione fu assegnata nel 1971 dal Comitato britannico per i toponimi antartici (UK-APC), in quanto il monte indicava un punto di svolta per gli aerei e le slitte che giravano attorno all'estremità sudoccidentale della Catena di Shackleton.